# Malihan
Malihan (en persa: مليحان, también transcrito como Malīḩān y Maleyḩān) es un pueblo del distrito rural Esmailiyeh, del Distrito Central del condado de Ahvaz, provincia de Juzestán, Irán. En el censo de 2006, su población era de 346 habitantes, en 62 familias.